# Abella reina

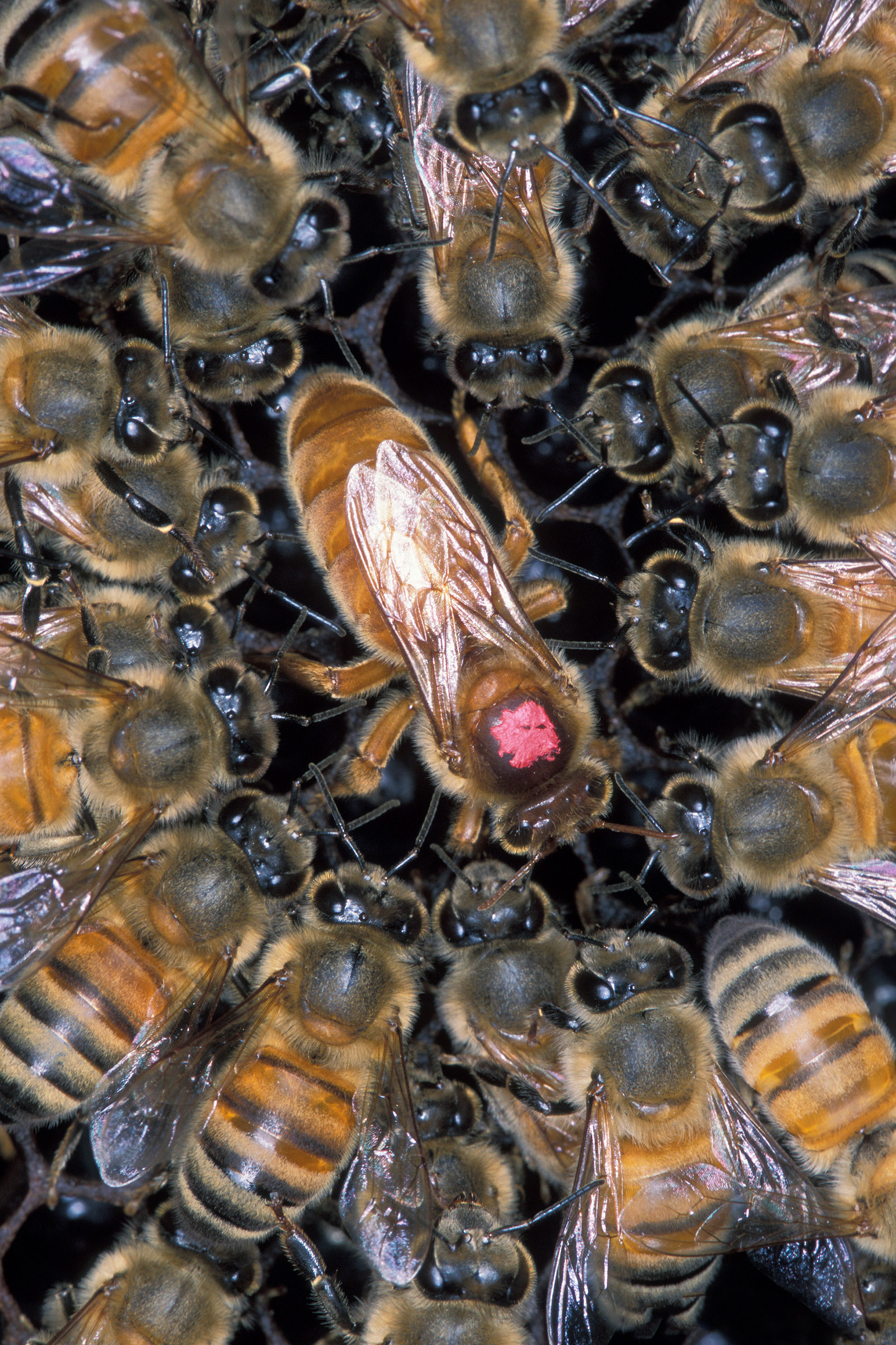
Abella reina

L'abella reina és una abella adulta ja aparellada que en circumstàncies normals és l'única abella que pon ous en els ruscs. En temps antics, quan encara no es comprenia el funcionament biològic d'un rusc, es pensava que l'abella reina era un mascle "Rei de les abelles". L'abella reina és la mare de totes les abelles de la colònia les quals s'agrupen espontàniament en uns quants pares diferents, ja que en l'aparellament hi intervenen diversos mascles. La producció comercial de gelea reial comporta que les abelles obreres facin artificialment la producció de moltes cel·les d'abelles reines en un rusc.
El terme "abella reina" es pot aplicar de manera més general a qualsevol femella reproductora dominant en una colònia d'una espècie d'abelles eusocial que no siguin les abelles melíferes. Tanmateix, com en l'abella brasilera sense agullós (Schwarziana quadripunctata), un sol niu pot tenir múltiples reines o fins i tot reines nanes, disposades a substituir una reina dominant en cas de mort sobtada.

## Desenvolupament de l'abella reina

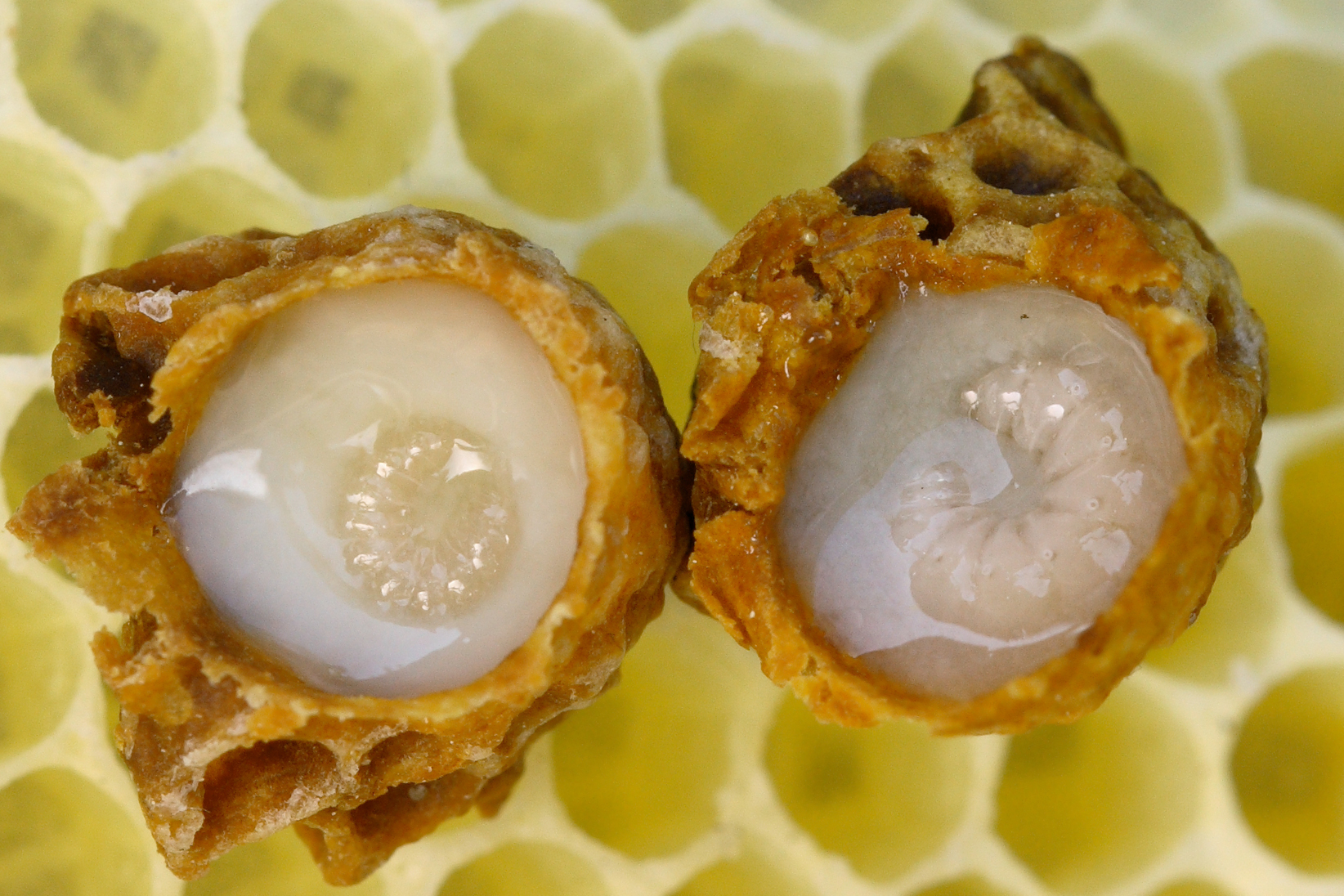
Larves de reina surant a la gelea reial en tasses de reina obertes col·locades damunt de la pinta de cera

Durant les èpoques càlides de l'any, les abelles "obreres" femenines surten del rusc cada dia per recollir nèctar i pol·len. Tot i que les abelles mascles no tenen cap propòsit arquitectònic o pol·linitzador, la seva funció principal (si són prou sanes) és aparellar-se amb una abella reina. Si tenen èxit, cauen a terra i moren després de la còpula. Qualsevol òvul fecundat té el potencial de convertir-se en reina. La dieta en l'etapa larvària determina si l'abella es convertirà en una reina o una obrera. Les reines només s'alimenten amb gelea reial, una secreció rica en proteïnes de les glàndules al cap dels joves treballadors. Les larves obreres s'alimenten amb pa d'abella que és una barreja de nèctar i pol·len. Totes les larves d'abelles s'alimenten d'una mica de gelea reial durant els primers dies després de l'eclosió, però només les larves de reina s'alimenten de gelea exclusivament. Com a resultat de la diferència de dieta, la reina es convertirà en una femella sexualment madura, a diferència de les abelles obreres.

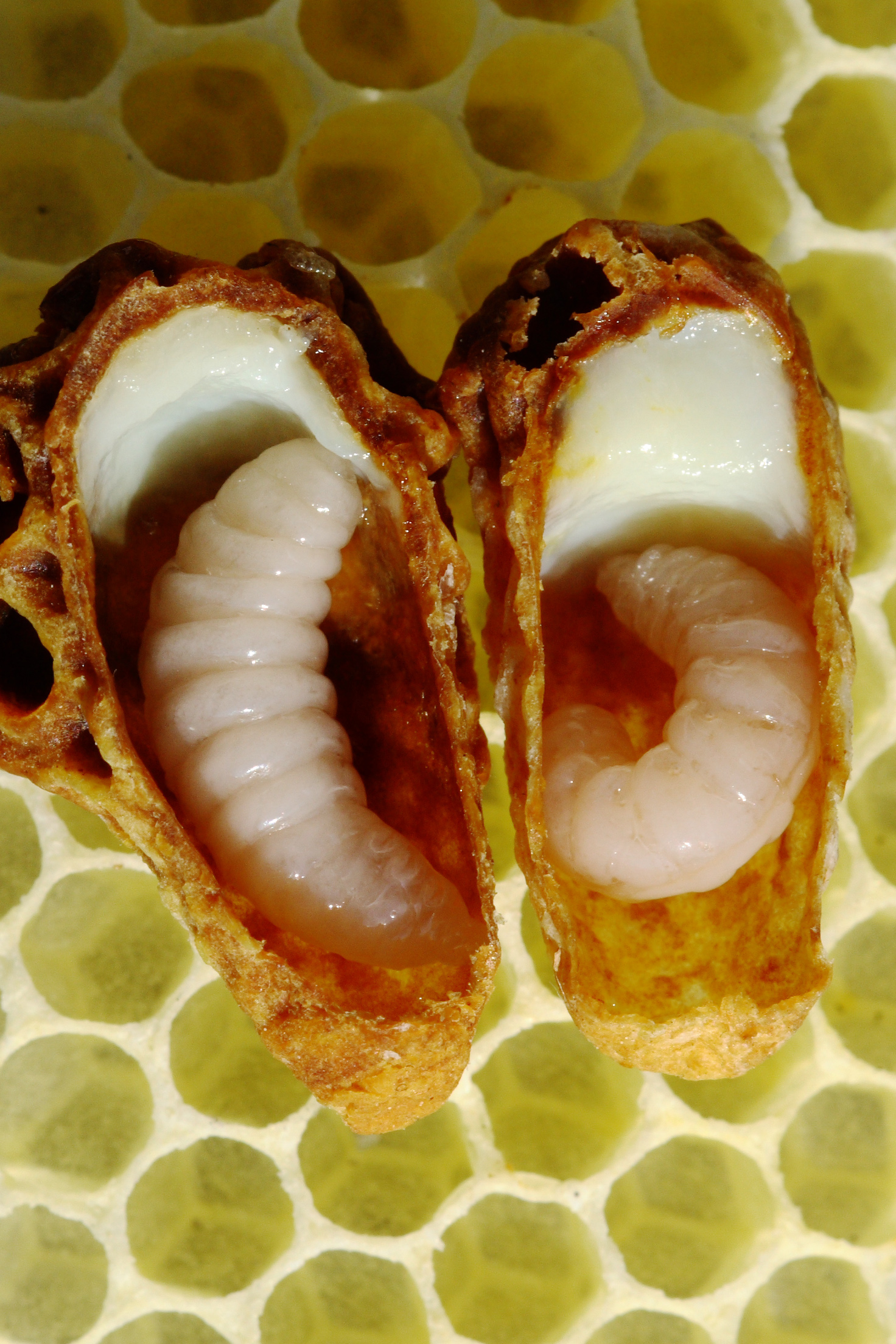
Larves de reina més velles a la cel·la de la reina que es troben a sobre d'una pinta de cera

Les reines es crien en cel·les de reines especialment construïdes. Les cèl·lules de la reina completament construïdes tenen una forma i una textura semblants al cacauet. Les cèl·lules de la reina comencen com a copes de reina, que són més grans que les cèl·lules de la pinta de cria normal i estan orientades verticalment en lloc d'horitzontal. Les abelles obreres només construiran encara més la copa reina un cop la reina hagi posat un ou en una tassa reina. En general, la vella reina comença a posar ous a les tasses de la reina quan les condicions són adequades per al procés de substitució. Les cèl·lules d'eixam pengen de la part inferior d'un marc, mentre que les reines de substitució o les reines d'emergència generalment s'aixequen en cel·les construïdes a partir de la cara d'un marc.
A mesura que la jove larva de la reina pupa amb el cap avall, les obreres cobreixen la cel·la de la reina amb cera d'abelles. Quan estigui llesta per sortir, la reina verge mastegarà un tall circular al voltant de la tapa de la seva cel·la. Sovint, la tapa s'obre quan es fa la major part del tall, de manera que sembla una tapa amb frontisses.
Durant la temporada d'eixam, és probable que la vella reina marxi amb l'eixam principal abans que la primera reina verge surti d'una cel·la de reina.

## Abella reina verge
Una reina verge és una abella reina que no s'ha aparellat amb un abellot. Les verges són de mida intermèdia entre les obreres i les reines ponedores, i són molt més actives que aquestes últimes. Són difícils de detectar mentre inspeccionen un marc, perquè corren per la pinta, enfilant-se per sobre de les abelles obreres si cal, i fins i tot poden agafar el vol si estan prou pertorbats. Sovint es poden trobar reines verges aferrades a les parets o a les cantonades d'un rusc durant les inspeccions.

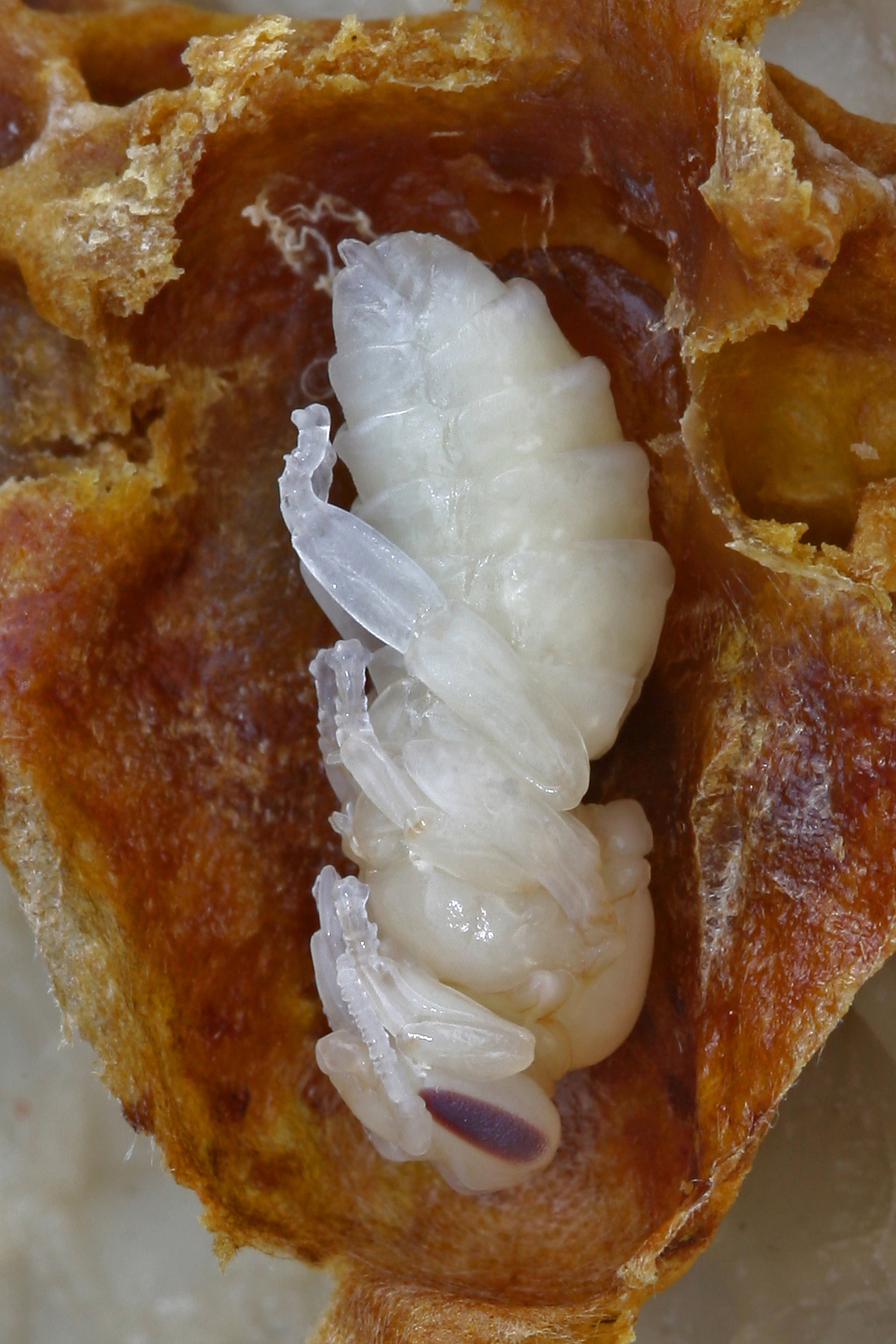
Cèl·lula de la reina amb tapa oberta per mostrar la pupa de la reina (amb els ulls enfosquits).

Les reines verges semblen tenir una petita reina feromona i sovint no semblen ser reconegudes com a reines per les obreres. Una reina verge durant les primeres hores després de l'emergència es pot col·locar a l'entrada de qualsevol rusc sense reina o nuc i l'acceptació sol ser molt bona, mentre que una reina aparellada sol ser reconeguda com una estranya i corre un alt risc de ser-ho. assassinats pels treballadors més grans.
Quan una jove reina verge emergeix d'una cel·la de reina, generalment buscarà rivals reines verges i intentarà matar-les. Les reines verges trobaran i mataran ràpidament (per picar) qualsevol altra reina verge emergida (o seran enviades elles mateixes), així com qualsevol reina no emergida. Les cel·les de la reina que s'obren al costat indiquen que una reina verge probablement va ser assassinada per una reina verge rival. Quan una colònia roman en mode d'eixam després que l'eixam principal hagi marxat, els treballadors poden evitar que les verges es barallin i una o diverses verges poden anar amb eixams posteriors. Altres verges poden quedar-se enrere amb la resta del rusc. Algunes verges s'han vist escapar del rusc per evitar ser assassinades i buscar-ne una altra sense reina, com ara l'abella eusocial. Això pot contenir diverses reines verges. Quan l'eixam posterior s'instal·la en una nova llar, les verges reprendran un comportament normal i lluitaran fins a la mort fins que només en quedi una. Si l'eixam principal té una reina verge i una reina vella, normalment se li permetrà viure a la reina vella. La vella reina continua posant. D'aquí a un parell de setmanes morirà de mort natural i l'antiga verge, ara aparellada, ocuparà el seu lloc.
A diferència de les abelles obreres, l'agulló de la reina no té pues i és capaç de picar repetidament sense morir.
La ingesta al llarg de tot el desenvolupament de gelea reial i el major espai disponible de les cel·les reials permeten que es desenvolupin les característiques sexuals completes d'un individu d'abella femení.
Metamorfosi de l'abella reina
| Tipus | Ou     | Larva      | Cel·lula tancada | Pupa   | Període de desenvolupament | Vol nupcial | Començament de fertilitat /Posta d'ous |
| ----- | ------ | ---------- | ---------------- | ------ | -------------------------- | ----------- | -------------------------------------- |
| Reina | 3 dies | 5 1/2 dies | 7 1/2 dies       | 8 dies | 16 dies                    | uns 20 dies | aprox. 23 dies                         |

## Reproducció
La funció principal d'una abella reina és servir com a reproductora. Una reina de qualitat ben aparellada i ben alimentada pot posar uns 1.500 ous al dia durant l'acumulació de la primavera, més que el seu propi pes corporal en ous cada dia. Està envoltada contínuament d'abelles obreres que satisfan totes les seves necessitats, donant-li menjar i eliminant els seus residus. Les obreres encarregades també recullen i després distribueixen la feromona mandibular reina, una feromona que inhibeix que les obreres iniciïn cèl·lules reina.
Les abelles reines s'aparellen en llocs especials de concentració amb altres abelles reines molt allunyats del rusc. Si una abella reina no acaba formant mai un eixam la sortida per aparellar-se pot ser l'única que faci en tota la seva vida. L'abellerol pot menjar-se les abelles reines durant aquest viatge que també pot frustrar-se, entre altres circumstàncies pel mal temps. L'aparellament és múltiple amb diversos mascles que moren després de la còpula, ja que el penis queda enganxat en la femella. L'esperma dels diversos mascles queda emmagatzemat en l'espermateca de l'abella reina i s'hi manté diversos anys.

## Comportament de l'abella reina al rusc
L'abella reina no dirigeix la vida del rusc, la seva funció és la posta d'ous (2.000 ous al dia que és més que el seu propi pes) que és contínua excepte en els períodes més freds de l'any (les abelles no dormen). La presència d'una feromona emesa per la mare de les abelles informa al rusc de la seva presència, en cas que les obreres no detectin aquest component químic preparen cel·les de reina que convertiran ous recents en abelles reines. En cas de manca de reina i no haver pogut preparar-ne de noves les abelles obreres ponen ous que només podran donar lloc a mascles i la colònia normalment desapareix. El fibló de l'abella reina normalment només s'utilitza per combats entre abelles reines que neixen en el mateix rusc. L'abella reina pot viure uns cinc anys però decreix la seva fertilitat a partir del tercer i en apicultura professional és substituïda per l'apicultor per una altra.

## Identificació
| Color   | Color | Anys acabats en |
| ------- | ----- | --------------- |
| blanc   |       | 1 or 6          |
| groc    |       | 2 or 7          |
| vermell |       | 3 or 8          |
| verd    |       | 4 or 9          |
| blau    |       | 5 or 10         |

L'abdomen de l'abella reina és més llarg que les abelles obreres que l'envolten i també més llarg que el d'un abella mascle. Tot i així, en un rusc de 60.000 a 80.000 abelles de mel, sovint és difícil que els apicultors trobin la reina amb qualsevol velocitat; per aquesta raó, moltes reines de colònies no salvatges estan marcades amb una lleugera remullada de pintura al tòrax. La pintura normalment no perjudica la reina i fa que sigui més fàcil de trobar quan cal.
Encara que de vegades el color s'escull a l'atzar, els criadors de reines professionals utilitzen un color que identifica l'any d'eclosió d'una reina, cosa que els ajuda a decidir si les seves reines són massa velles per mantenir un rusc fort i cal substituir-les. El mnemotècnic ensenyat per ajudar els apicultors a recordar l'ordre dels colors és Will You Raise Good Bees (blanc, groc, vermell, verd, blau).
De vegades, s'utilitzen petits discs convexos marcats amb números d'identificació (Opalithplättchen) quan un apicultor té moltes reines nascudes el mateix any,  un mètode que també es pot utilitzar per mantenir diverses abelles al mateix rusc sota observació amb finalitats d'investigació.